# パウル・クラインシュミット
パウル・クラインシュミット（ドイツ語: Paul Kleinschmidt、1883年7月31日 - 1949年8月2日）は、ドイツの画家である。

## 略歴
プロイセン王国ポンメルン州のブーブリッツ（現在はポーランド西ポモージェ県ボボリツェ）で生まれた。父親は劇場の演出家で、母親は女優であった。19歳の時画家になる決心をして、ベルリンの美術アカデミーに入学しアントン・フォン・ヴェルナーに学んだ。その後ミュンヘン美術院でも学び、版画家のペーター・ハルム(Peter Halm)や画家のハインリヒ・フォン・ツューゲルに学んだ。 ベルリンに戻ると、画家のロヴィス・コリント(1858-1925)と知り合い影響を受け、1908年と1911年にはベルリン分離派の展覧会に参加した。
第一次世界大戦が始まり、1914年に陸軍に徴兵されたが、毒ガスの被害を受けて1915年に除隊した。 その後数年間は、主に美術教師や製図家として生計を立てながら、多くの版画作品などを制作し、1923年に出版社で個展を開き、1925年にベルリンの画廊で個展を開いた。絵画作品も描くようになり、アメリカ人のコレクターの支援を受けるようにもなった。
1932年にベルリンを離れ、バイエルンのブラウシュタイン(Blaustein)やウルムに住んだ。1933年にはアイ(Ay)に住んだ。 1930年代半ばにナチスが政権を奪うと、クラインシュミットの作品は「退廃芸術」に指定され、美術館から没収され、作品の一部は退廃芸術展で展示された。 このような迫害のため、クラインシュミットは 1936年にオランダに亡命し、1937年から1939年の間は南フランスに滞在した。 1943年にドイツに強制帰国させられ、ベンスハイムのベルクシュトラーセに住んだが、絵を描くことは禁じられた。 1945年の空襲で所持作品はすべて焼失した。 1949年に、心臓病により貧困の中でベンスハイムで亡くなった。 

## 作品

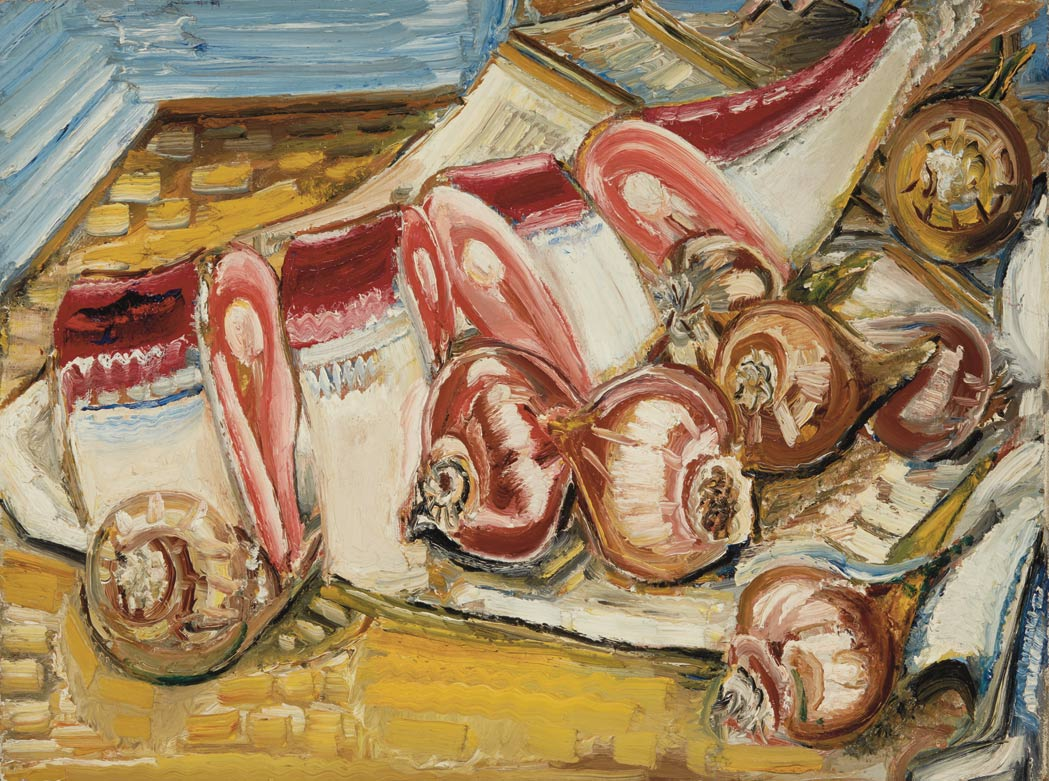
「玉ねぎと鮭のある静物画」
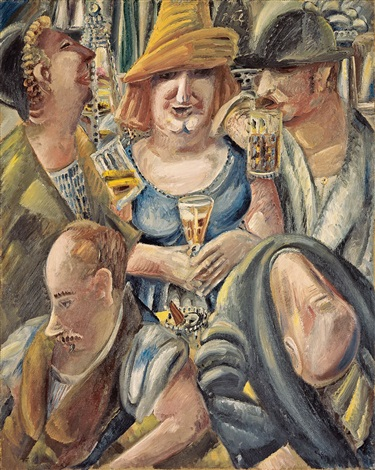
酔っ払いたち (1927)
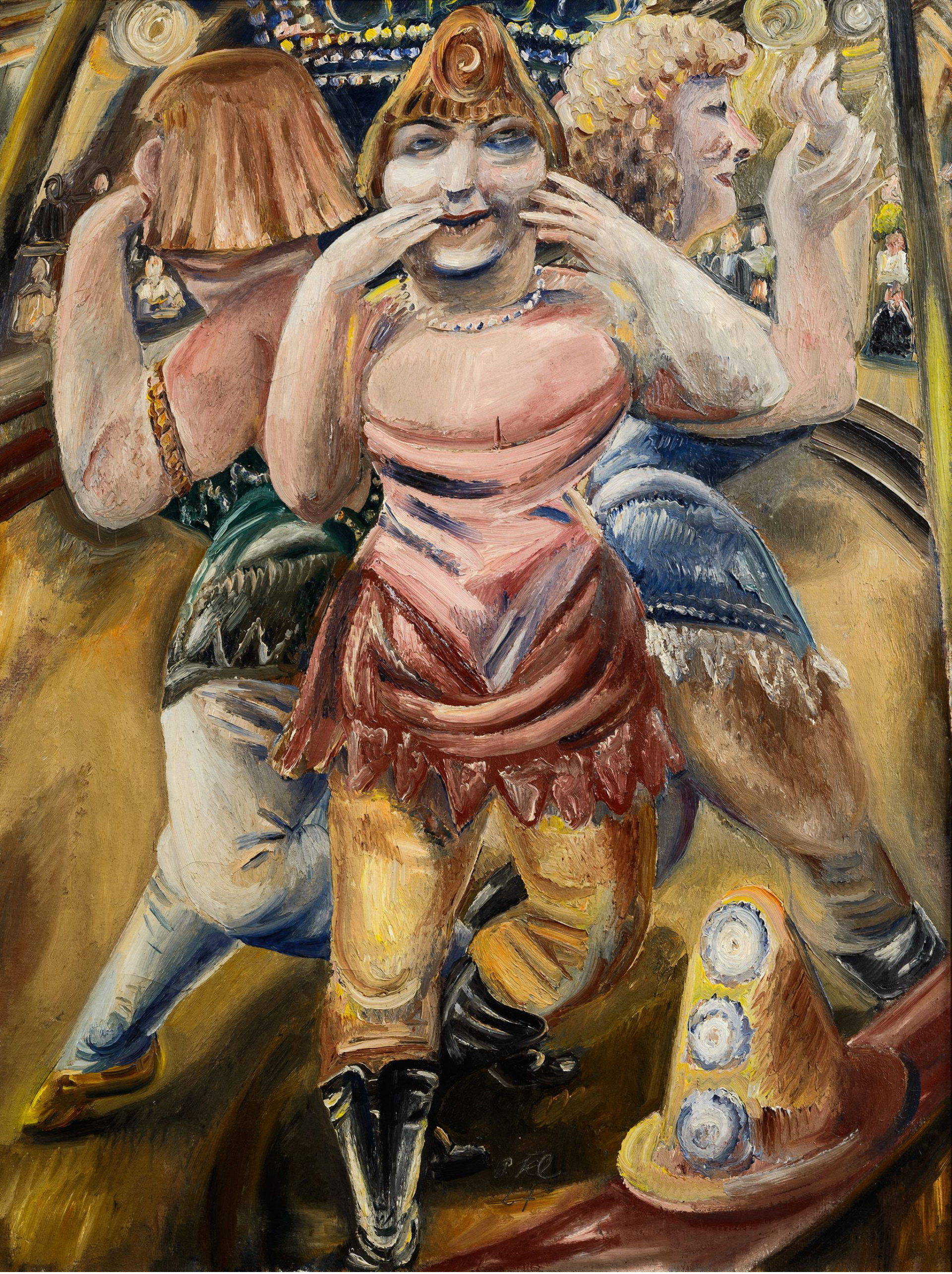
投げキッスをするサーカスのダンサー (1927)
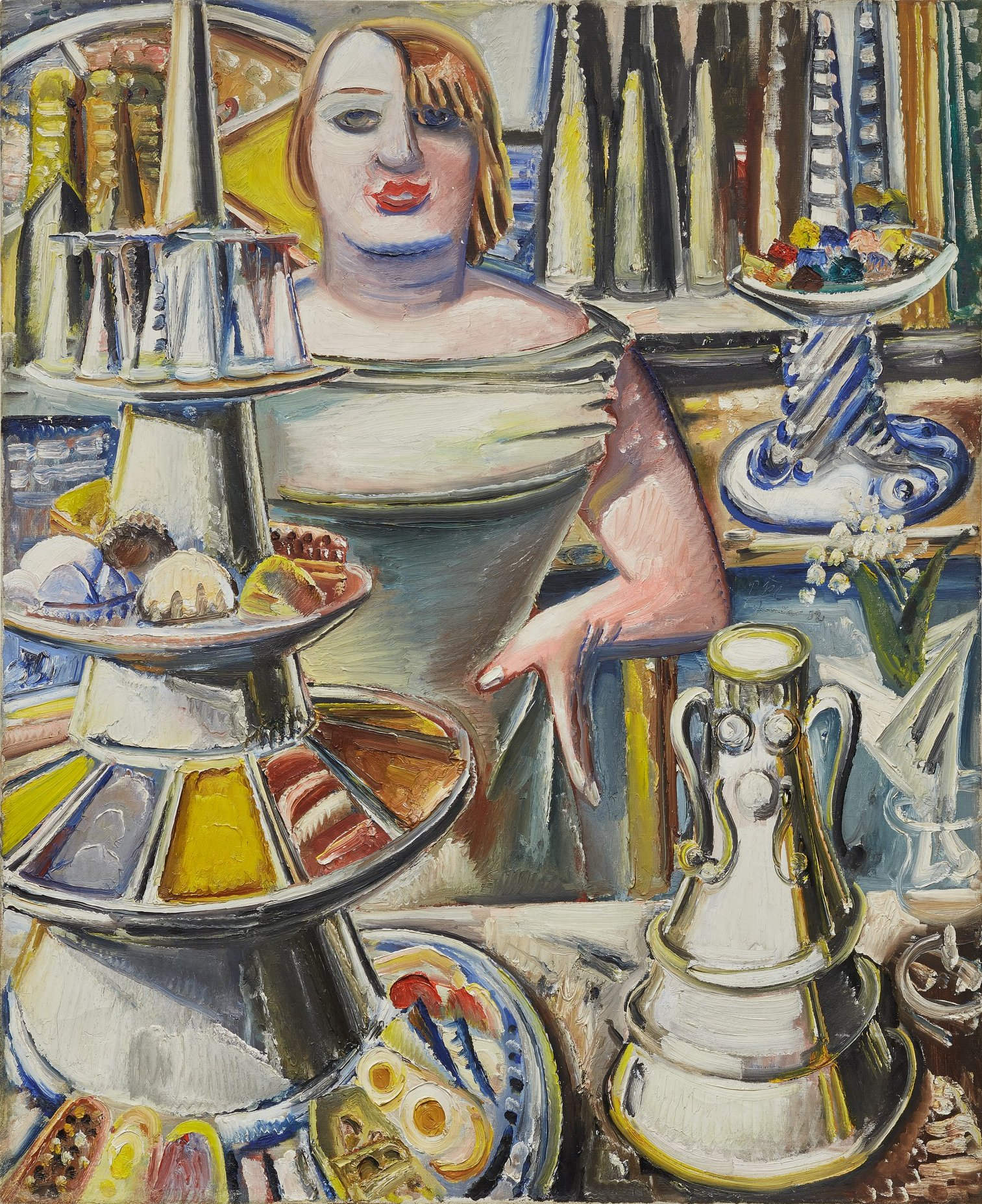
食堂の店員 (1932)
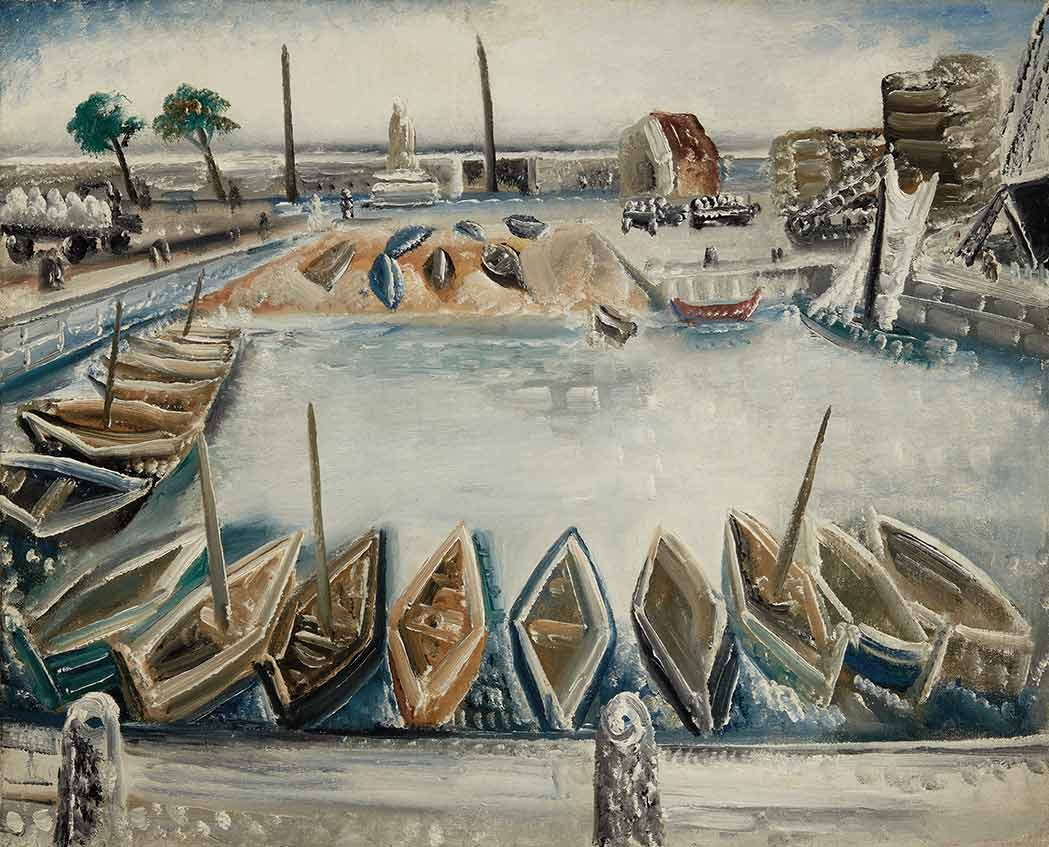
港のボート
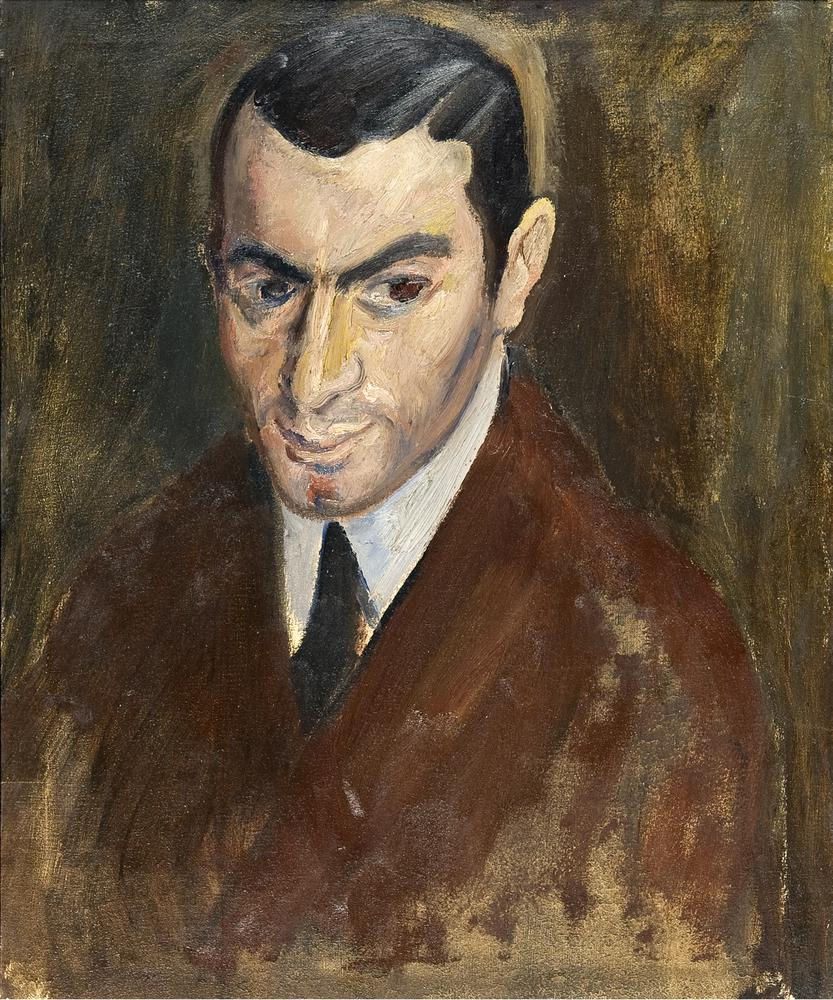
肖像画
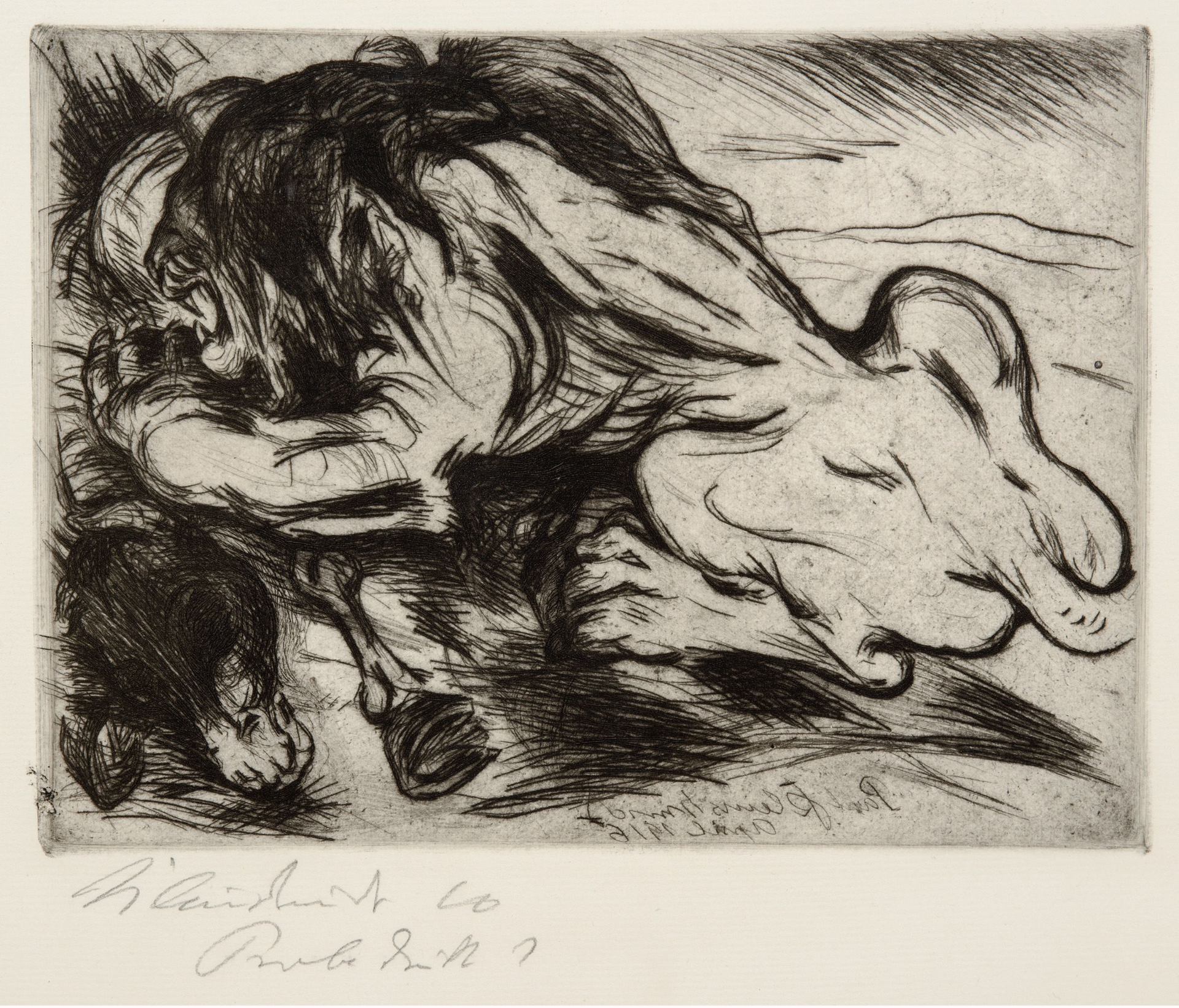
版画作品「コブウシを襲うライオン」